# Phillipsburg (Nova Jersey)
Phillipsburg és una població dels Estats Units a l'estat de Nova Jersey. Segons el cens del 2006 tenia 14.831 habitants.

## Demografia
Segons el cens del 2000, Phillipsburg tenia 15.166 habitants, 6.044 habitatges, i 3.946 famílies. La densitat de població era de 1.818,5 habitants/km².
Dels 6.044 habitatges en un 31,9% hi vivien nens de menys de 18 anys, en un 43,4% hi vivien parelles casades, en un 16,5% dones solteres, i en un 34,7% no eren unitats familiars. En el 29,7% dels habitatges hi vivien persones soles el 13,9% de les quals corresponia a persones de 65 anys o més que vivien soles. El nombre mitjà de persones vivint en cada habitatge era de 2,49 i el nombre mitjà de persones que vivien en cada família era de 3,08.
Per edats la població es repartia de la següent manera: un 26,6% tenia menys de 18 anys, un 7,9% entre 18 i 24, un 30,1% entre 25 i 44, un 20,2% de 45 a 60 i un 15,2% 65 anys o més.
L'edat mediana era de 36 anys. Per cada 100 dones de 18 o més anys hi havia 85,5 homes.
La renda mediana per habitatge era de 37.368 $ i la renda mediana per família de 46.925 $. Els homes tenien una renda mediana de 37.446 $ mentre que les dones 25.228 $. La renda per capita de la població era de 18.452 $. Aproximadament el 9,9% de les famílies i el 13,4% de la població estaven per davall del llindar de pobresa.

## Poblacions properes
El següent diagrama mostra les poblacions més properes.